# 劉錫華
劉錫華（1958年1月9日—）為台灣男性配音員。

## 人物介紹
- 台灣地區，男性配音員。
- 興趣：折紙，塗鴉。

## 配音作品
- 主要角色名稱以粗體顯示。
- 以下皆為國語配音。

### 日本動畫
- 《可愛巧虎島》：桃樂比、虎太郎(巧虎的爸爸)、卡歐先生。

### 美劇中配
- 《天龍特攻隊》：小白
- 《百戰天龍》：馬蓋先※台視版本
- 《飛狼》：霍克※台視版本

### 其他
- 華視《華視新聞雜誌》：報導單元旁白
- 華視《婆婆媽媽》：爺爺布偶配音
- 公共電視節目《小小消費者》：消費貓布偶配音

## 外部連結
- 2012.10.06【民視異言堂】配音達人．摺紙夢（页面存档备份，存于）